# Palazzo pubblico

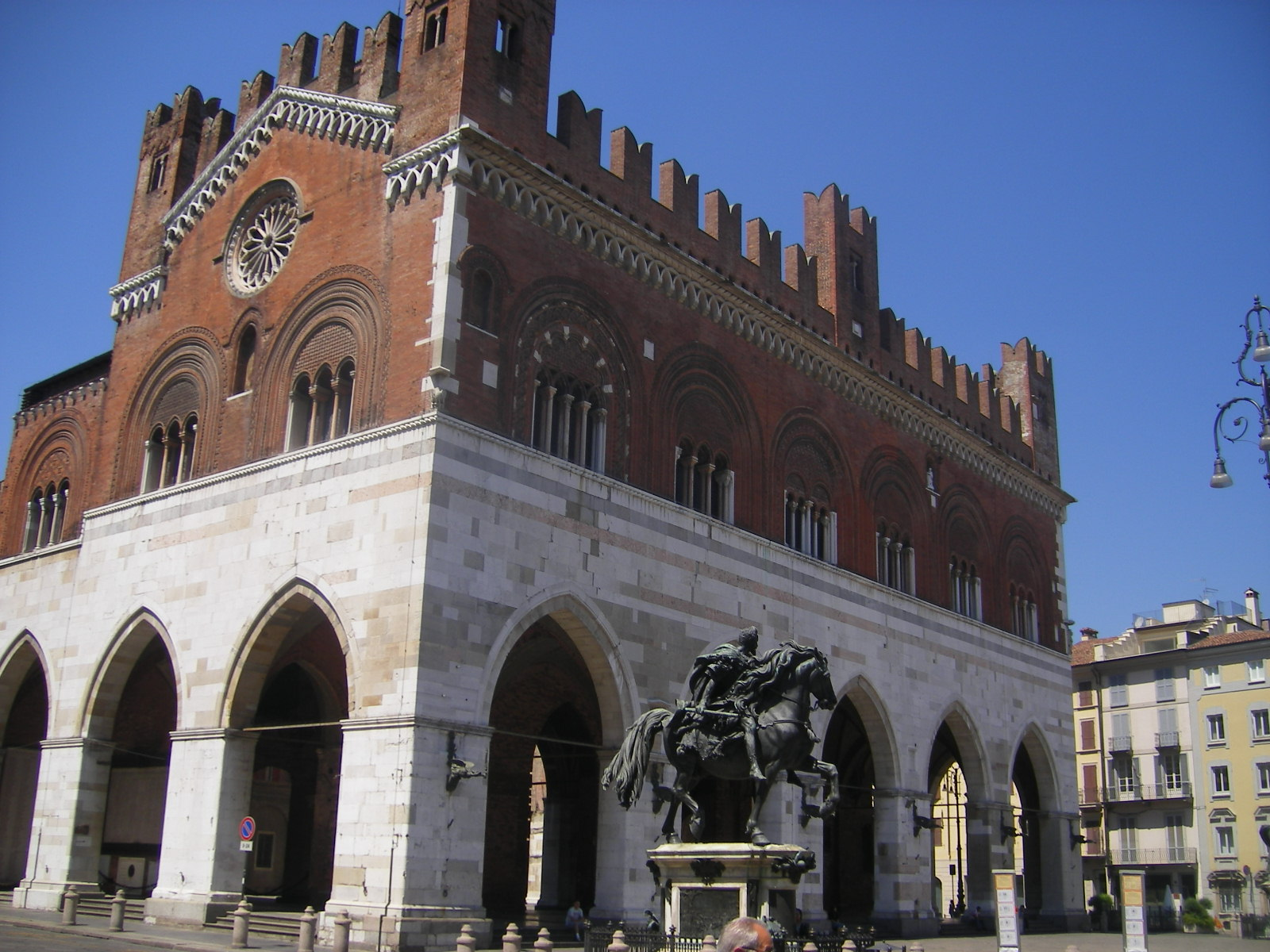
Palazzo Comunale di Piacenza

Il palazzo comunale (o palazzo pubblico) è il palazzo di una città dove, in genere nel medioevo, risiedevano gli organismi amministrativi che guidavano la città stessa, come il podestà, il governo o altro, a seconda del tipo di organizzazione cittadina e comunale la comunità si era data.
La costruzione di questi edifici, talvolta di dimensioni così colossali da apparire quasi esagerate in rapporto alle dimensioni stesse delle città, obbedisce a due importanti necessità. La prima, di ordine pratico, è quella di preservare gli amministratori del Comune dalle pressioni esterne. La seconda necessità è spesso di carattere propagandistico. La costruzione di un palazzo pubblico imponente diventa infatti un ottimo pretesto per affermare con orgoglio la supremazia economica, politica e culturale che ciascun Comune ritiene di detenere nei confronti degli altri. Spesso in questi edifici risiedevano le famiglie a capo della città.